# Юрепель
Юрепе́ль (фр. Urepel) — коммуна во Франции, находится в регионе Аквитания. Департамент — Атлантические Пиренеи. Входит в состав кантона Монтань-Баск. Округ коммуны — Байонна.
Код INSEE коммуны — 64543.

## География
Коммуна расположена приблизительно в 710 км к юго-западу от Парижа, в 210 км южнее Бордо, в 90 км к западу от По.

### Климат
Климат тёплый океанический. Зима мягкая, средняя температура января — от +5°С до +13°С, температуры ниже −10 °C бывают редко. Снег выпадает около 15 дней в году с ноября по апрель. Максимальная температура летом порядка 20-30 °C, выше 35 °C бывает очень редко. Количество осадков высокое, порядка 1100 мм в год. Характерна безветренная погода, сильные ветры очень редки.

## Население
Население коммуны на 2010 год составляло 338 человек.
| 1962 | 1968 | 1975 | 1982 | 1990 | 1999 | 2010 |
| ---- | ---- | ---- | ---- | ---- | ---- | ---- |
| 573  | 561  | 485  | 459  | 400  | 364  | 338  |

## Администрация
| Период | Период | Фамилия                    | Партия | Примечания |
| ------ | ------ | -------------------------- | ------ | ---------- |
| 1971   | 1977   | Тксомин Аррамбид           |        |            |
| 1977   | 2008   | Мария-Антуанетта Эчебарран |        |            |
| 2008   | 2020   | Мишель Эрнага              |        |            |

## Экономика
В 2010 году среди 192 человек трудоспособного возраста (15-64 лет) 137 были экономически активными, 55 — неактивными (показатель активности — 71,4 %, в 1999 году было 72,3 %). Из 137 активных жителей работали 133 человека (74 мужчины и 59 женщин), безработных было 4 (0 мужчин и 4 женщины). Среди 55 неактивных 20 человек были учениками или студентами, 20 — пенсионерами, 15 были неактивными по другим причинам.

## Фотогалерея
- Юрепель
- Церковь Успения Божьей Матери
- Ферма
- Река Нив-дез-Альдюд